# Junius George Groves
Junius George Groves, né le 12 avril 1859 dans le comté de Green et mort le 17 août 1925 à Edwardsville, est un agriculteur et entrepreneur américain connu comme l'un des Afro-américains les plus riches au tournant des XIXe et XXe siècles. Surnommé le « Roi du monde de la pomme de terre » en 1902, il a optimisé les méthodes de culture de la pomme de terre, surpassant les autres producteurs dans le monde. Ses succès en affaires, analysés en détail dans le livre The Negro in Business (en) (1907) de Booker T. Washington, ont été, dans la lutte contre le racisme, cités en exemple d'opportunités économiques pour les Noirs américains.

## Biographie

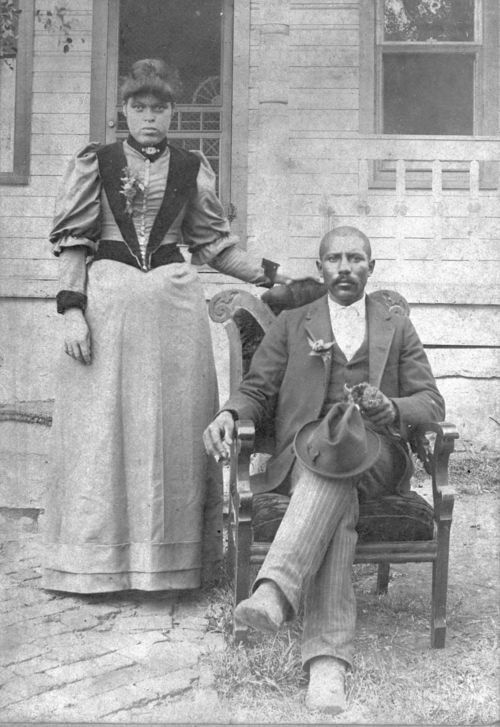
Junius et Matilda Groves en 1900.

Junius George Groves, fils de Martin et Mary Anderson Groves, est né esclave le 12 avril 1859 dans le comté de Green, Kentucky. Il est le troisième de sept enfants, trois frères (Peter, James et Robert) et trois sœurs (Catharine, Amanda et Virginia). Après l'émancipation, son père meurt et sa mère se remarie avec un autre agriculteur et ancien esclave, Henry Cox, ce qui donne naissance à un autre frère Walker.
Junius va à l'école publique trois mois par an, mais apprend seul à lire, à écrire et compter. En tant qu'affranchi, avec seulement 90 cents en poche, il tente sa chance à Edwardsville dans le Kansas, lors de l'exode de 1879. Il épousa Matilda E. Stewart en 1880. Le couple a eu 14 enfants, dont 12 ont survécu jusqu'à l'âge adulte. Après avoir travaillé comme métayer, Junius George Groves commence à acheter des terres agricoles en 1884 ; en 1905, ses propriétés s'étendent sur environ 500 acres. Avec Matilda, ils agrandissent la ferme et font construire un manoir de 22 pièces sur la propriété.
Il achète et expédie des produits, notamment des pommes de terre, dans toute l'Amérique du Nord. Il possède un magasin de marchandises (general goods store) à Edwardsville, des actions dans des mines du territoire indien et du Nouveau-Mexique et des actions dans les banques du Kansas ; il fonde ou co-fonde la Negro Business League, la Pleasant Hill Baptist Church, la Kaw Valley Potato Association et la Sunflower State Agricultural Association. Booker T. Washington lui consacre son livre The Negro in Business (1907) et fait son éloge, le décrivant comme « notre agriculteur noir le plus prospère ».
En 1902, Junius George Groves est surnommé le « roi du monde de la pomme de terre du monde ». Ses méthodes permettent la production de 721 500 boisseaux de récolte en une seule année, surpassant alors tout producteur dans le monde. Sa fortune est estimée à 80 000 $ en 1904 et à 300 000 $ en 1915 ; il est considéré comme l’un des Américains noirs les plus prospères de la fin du XIXe siècle et du début du XXe siècle. Au sommet de son succès, il a fait construire un hôtel particulier de 22 pièces doté des derniers conforts de l'époque.
Junius George Groves utilise sa richesse et son influence pour lutter contre le racisme et les discriminations. Jusqu'à 50 ouvriers, noirs et blancs, travaillent dans sa ferme. Il fonde un centre communautaire noir américain à Edwardsville et un terrain de golf pour les citoyens noirs, peut-être le premier du genre dans le pays.
Il meurt d'une crise cardiaque à l'âge de 66 ans. Ses funérailles, rapporte un journal local, sont les « plus grandes jamais organisées à Edwardsville » ; on pense qu'il est enterré au cimetière Junius George Groves, près du centre communautaire qu'il a fondé.

### Vie privée
Junius George Groves épouse Matilda Stewart dans le comté de Jackson, Missouri, le 9 mai 1880. 12 des 14 enfants du couple vivent jusqu'à l'âge adulte.